# Capnografía

Capnograma.

La capnografía es la medida del dióxido de carbono (CO2) en la vía aérea de un paciente durante su ciclo respiratorio, es decir, la medición de la presión parcial de CO2 en el aire espirado. Destaca por ser una técnica de monitorización del intercambio gaseoso no invasiva que nos ofrece información sobre los niveles de producción de CO2, sobre la perfusión pulmonar y también sobre la ventilación alveolar. Además, desempeña un importante papel en la detección temprana de enfermedades respiratorias y en el control del ciclo de eliminación del CO2 durante intervenciones médicas que requieran del uso de anestesia.
El capnógrafo será el instrumento encargado de medir la concentración numérica del dióxido de carbono y, prácticamente todos estos instrumentos, descansan en el principio de la absorción por parte del CO2 de un rayo infrarrojo. El valor normal de la presión parcial de CO2 espirado es de 38 mmHg a una presión barométrica de 760 mmHg, y los valores normales de presión arterial de dicho gas oscilan entre 36 y 44mmHg. La medida de la presión parcial de CO2 (PCO2) puede representarse frente al tiempo o frente al volumen espirado. Esta representación gráfica es lo que se conoce como capnografía, y se pueden distinguir dos tipos en función de si los niveles de PCO2 son representados frente al tiempo —Capnografía convencional— o frente al volumen espirado —Capnografía volumétrica.

## Capnografía convencional
Se define como la representación del CO2 frente al tiempo empleado durante la ventilación, incluyendo inspiraciones y espiraciones.
Metodología
El aparato que medirá el valor numérico de la concentración de dióxido de carbono es el capnógrafo (aparato utilizado para medir la concentración de dióxido de carbono en el medio ambiente. Utilizando una sonda, permite conocer la concentración de CO2 en la mezcla gaseosa), y los datos serán recogidos en una gráfica (capnograma). Este aparato se basa en el principio de la absorción de rayos infrarrojos por parte del dióxido de carbono. Consta de un tubo por el cual respirará el paciente, y de un sensor de CO2. A su vez incluye un monitor donde se reflejará la gráfica. En función de la presión parcial de este gas, la absorción de rayos infrarrojos será distinta, y obtendremos unos resultados diferentes.
A la hora de realizar la medición, existen unas circunstancias a tener en cuenta y que pueden influir en los resultados obtenidos, tales como presión atmosférica, presencia de otros gases como óxido nitroso, oxígeno o vapor de agua que pueden interferir con el sensor.
En función de la absorción, obtendremos un trazado, que corresponderá a la representación de la onda de CO2 durante el ciclo respiratorio. Es lo que denominamos capnograma. Los resultados obtenidos y reflejados en esta gráfica hacen referencia al dióxido de carbono espirado, que proviene totalmente del alvéolo, puesto que en el espacio muerto anatómico no hay intercambio gaseoso.
Alternativas
En casos especiales, como en neonatos, donde las maniobras anteriormente descritas son inconcebibles, se emplea un sensor transcutáneo. Para ello se calienta la piel para que aumente el flujo sanguíneo y se puedan medir así los niveles de CO2.
Interpretación
En esta prueba de la función respiratoria obtenemos como resultado una gráfica similar a la siguiente:

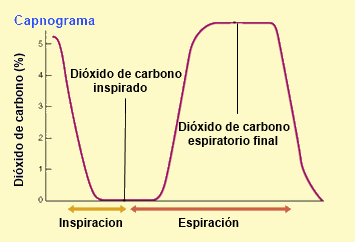
Ilustración de una curva capnográfica convencional

La onda del capnograma se inicia al comienzo de la exhalación, subiendo de forma abrupta, y esto es lo que corresponde a la mezcla del gas alveolar con el gas del espacio muerto, carente de CO2. A continuación la curva adquiere una forma denominada “plateau” o meseta alveolar, donde la concentración de gas se mantiene más o menos constante, y que representa el gas proveniente únicamente del espacio alveolar. El extremo final de esta meseta corresponde a la PCO2 al final de la espiración o EtCO2 y 
representa la cantidad de gas que abandona el alvéolo al finalizar la espiración. Es el resultado de la mezcla del gas proveniente de todos los alvéolos, es decir, equivale al valor medio de las presiones parciales de CO2 de los distintos alvéolos. Cabe destacar que este valor se acerca considerablemente a la concentración de CO2 alveolar debido a que el gas espiratorio final es virtualmente gas alveolar puro. Su monitorización es una representación muy fiable de la perfusión pulmonar. En este punto la espiración finaliza y comienza la inspiración cayendo los niveles de CO2 otra vez a 0.
La EtCO2 tiene tres determinantes fundamentales:
1. La producción de CO2 y su transporte
2. La perfusión pulmonar
3. La ventilación

La interpretación de los valores obtenidos a partir de este parámetro no son concluyentes para la identificación de un diagnóstico, pero sí pueden llegar a revelarnos en qué circunstancias se encuentra un paciente. Por ello debemos tener en cuenta que:
- Una EtCO2 de 0 habitualmente significa que el paciente no está respirando
- La caída de los valores de la EtCO2 sugiere:

Producción disminuida de CO2
Disminución del transporte del CO2
Bajo gasto cardíaco
Hiperventilación
- El aumento de la EtCO2 puede ser el resultado de:

Producción excesiva de CO2 subyacente a hipertermia o sepsis
Disminución de la ventilación alveolar
Hipoventilación
Se debe tener en cuenta que un mal funcionamiento del respirador también puede ocasionar valores anormales del EtCO2, bien porque no esté calibrado o porque no esté adecuadamente conectado.

## Capnografía volumétrica
La capnografía volumétrica es el registro de la eliminación de dióxido de carbono frente al volumen espirado.
Metodología
El aparataje empleado en este caso es igual al de la capnografía convencional. Únicamente distará de ésta en que la gráfica que muestra el monitor corresponderá a una sola ventilación y en ella la concentración de CO2 será representada frente al volumen espirado.
Interpretación
Se observan en la misma tres fases:

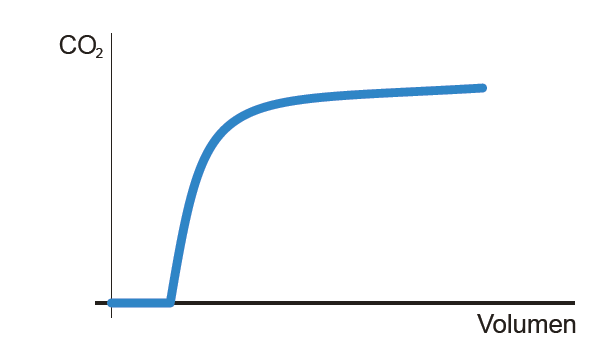
Capnograma Volumétrico

La fase I representa el inicio de la espiración, gas que primero se espira libre de CO2, procedente del espacio muerto anatómico.
La fase II consiste en una subida rápida en el trazado debido al aumento de la concentración de CO2 por la mezcla de gas procedente del espacio muerto anatómico y el procedente de los alvéolos.
Por último, la fase III o meseta alveolar es el gas rico en CO2 procedente totalmente de los alvéolos.
A diferencia de la capnografía convencional, en este caso el registro no vuelve a 0 pues se representa una sola ventilación. Además, la capnografía volumétrica nos permite distinguir entre el espacio muerto anatómico y el espacio muerto alveolar.

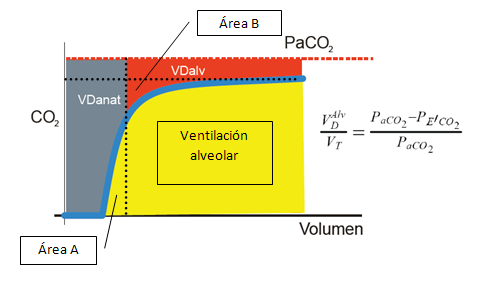
Parámetros derivados de la capnografía volumétrica

Partiendo de la gráfica de la capnografía volumétrica y siguiendo el método de Fowler, trazamos una vertical que a partir del comienzo de la fase II iguale las áreas A y B. De tal modo que el espacio muerto 
anatómico será el volumen espirado hasta la línea vertical. El espacio muerto fisiológico es calculado con la Ecuación de Bohr:
VD/VE = (PaCO2-PECO2) / PaCO2
El numerador de esta ecuación: (PaCO2-PECO2) se va a corresponder con la diferencia entre las dos rectas superiores trazadas en la gráfica. Así conociendo a partir de la gráfica el espacio muerto anatómico y el fisiológico, podremos calcular el espacio muerto alveolar.

## Aplicaciones clínicas de la capnografía
La capnografía a pesar de ser un valor medido de manera no invasiva, tiene muchas utilidades clínicas de entre las cuales podemos mencionar:
- Monitoreo de enfermedad pulmonar severa como EPOC
- Intubación endotraqueal: la aparición de un capnograma normal es la mejor evidencia de que el tubo está colocado en la tráquea.
- Intubación esofágica: su correcta colocación se constata con la ausencia de CO2 o al observar curvas pequeñas y decrecientes correspondientes al escaso CO2 residual que puede encontrase en el tracto digestivo alto.
- Monitorización de la vía aérea: la obstrucción del flujo de gas espirado tiene como expresión un cambio en la pendiente del extremo ascendente de la onda del capnograma. Las causas más frecuentes de este evento son: obstrucción del extremo espiratorio del circuito, un cuerpo extraño en la vía aérea superior o broncoespasmo.
- Control de la actividad de los relajantes musculares: se refleja cuando aparecen unas hendiduras o en la meseta o plateau de la onda. Estas aparecen cuando comienza a ceder la acción de estos fármacos, retomando el paciente su ventilación espontánea.
- Progreso de la RCP: cuando el gasto cardíaco es nulo, el valor de la PCO2 en el aire espirado es 0. La capnografía permite valorar la calidad del masaje cardíaco realizado al estimar de forma no invasiva el gasto cardíaco logrado con la RCP. Si durante la maniobra de reanimación cardiopulmonar se observa un ligero incremento en este valor, esto es un indicador fiable de que la manipulación se está realizando correctamente. La elevación súbita y sostenida del EtCO2 es una alerta precoz de recuperación de la circulación espontánea, debida a un aumento de perfusión no relacionada con el masaje cardíaco, que se produce antes que la recuperación del ritmo y la recuperación del pulso arterial. Como pronóstico se deduce que la persistencia de valores muy bajos de la capnografía (EtCO2 inferior o igual a 10 mmHg) en la RCP prolongada, es un indicador de la imposibilidad de recuperación del paciente y que, por el contrario, niveles altos de EtCO2 se asocian a una mayor supervivencia.
- Periodos anestésicos: es una medida obligatoria mantener a un paciente temporalmente sedado bajo un registro capnográfico. Aporta una mejor valoración y manejo de la función respiratoria y proporciona un aviso oportuno acerca de eventos potencialmente mortales para el sujeto intervenido.

## Riesgos de la capnografía
No existen contraindicaciones para el uso de la capnografía, pero se pueden poner de manifiesto ciertos riesgos, que se asocian más a los errores de aparataje que al propio perjuicio del paciente. El peligro de esta técnica reside en la suposición de un diagnóstico erróneo debido a lecturas inexactas de los parámetros, algo que se puede explicar por una calibración inadecuada, escapes en la tubería o excesos de humedad, que pueden llegar a alterar la medición.

## Consideraciones especiales
El capnógrafo debe calibrarse cada 24 horas aproximadamente y si es posible hacerlo, también previamente a su utilización. Se debe de corroborar su correcto funcionamiento cada 8 horas. Un dato muy significativo para detectar un descalibrado del aparato es obtener mediciones del EtCO2 mayores que la PaCO2.